# Óblast de Lípetsk
L'óblast de Lípetsk (en rus Ли́пецкая о́бласть, transliterat Lípetskaia óblast) és un subjecte federal de Rússia.